# Sawlumin-Inschrift

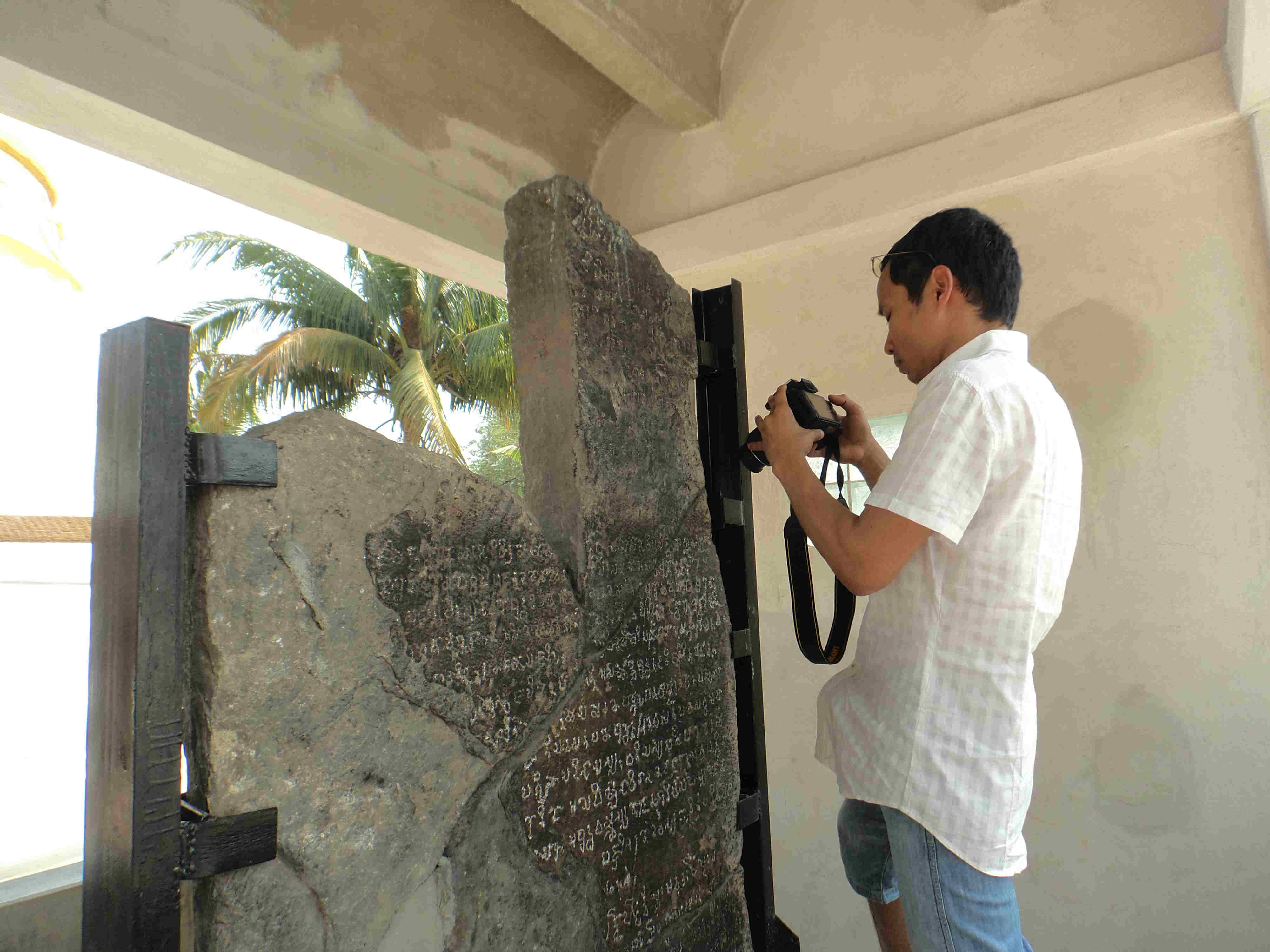
Die Sawlumin-Stele und der Forscher Nai Bee Htaw Monzel

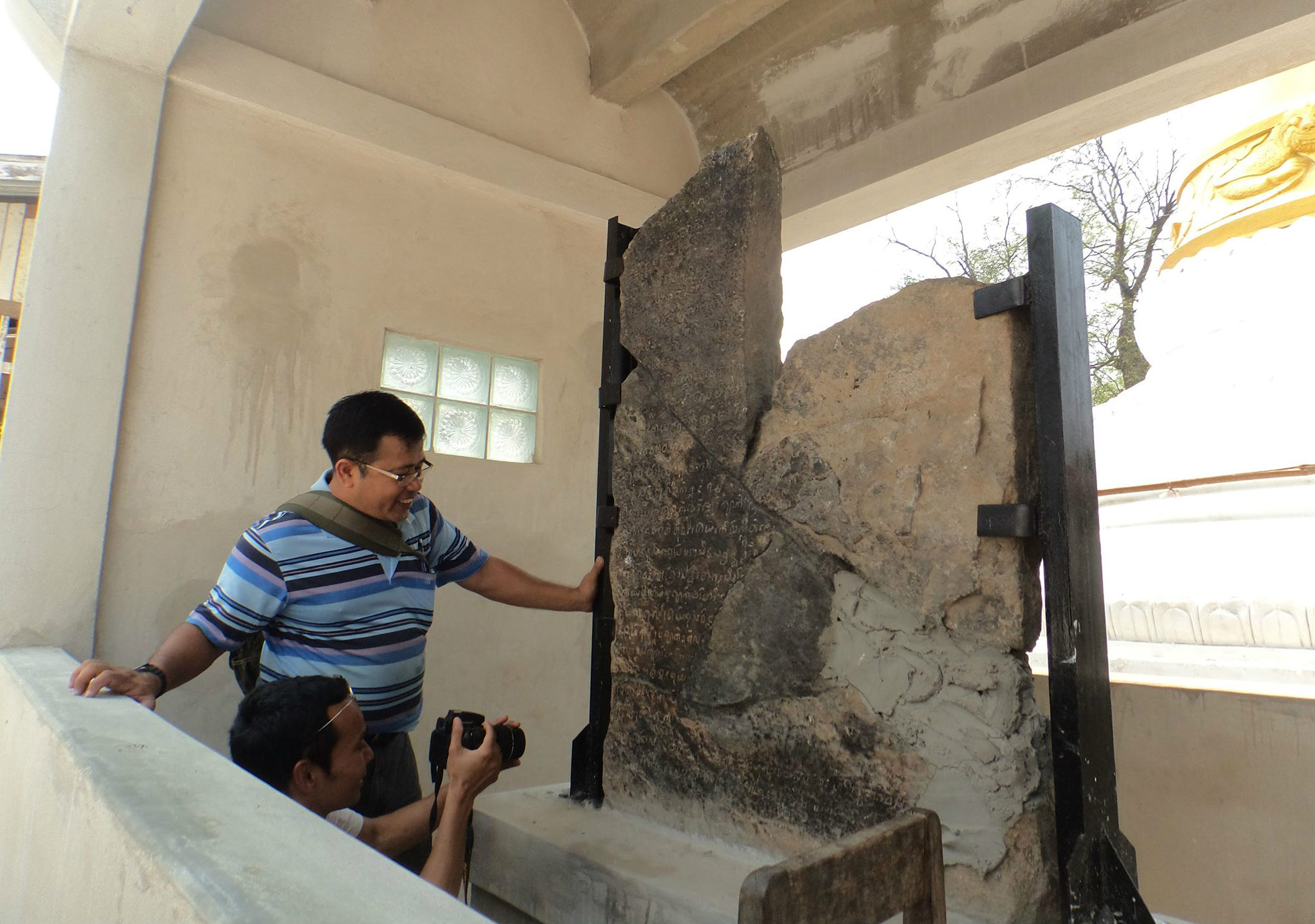
Die Sawlumin-Inschrift und die Forscher Naing Ye Zaw (stehend) und Nai Bee Htaw Monzel

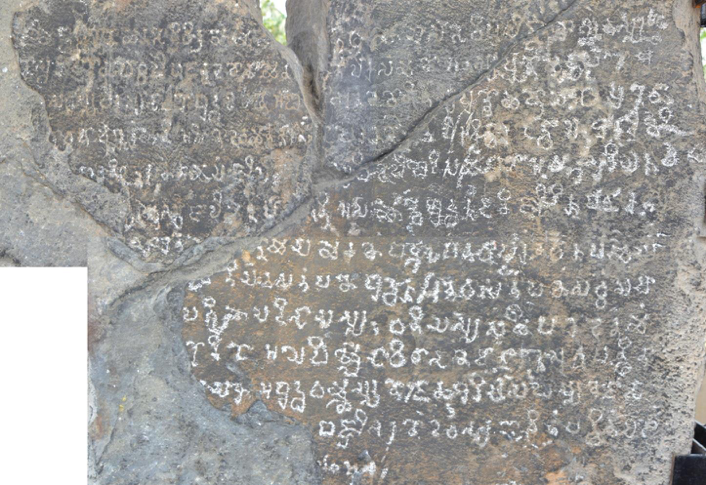
Ein Teil der Sawlumin-Inschrift auf Pali

Die Sawlumin-Inschrift (birmanisch: စောလူးမင်းကျောက်စာ [sɔ́lúmɪ́ɴ tɕaʊʔsà]) ist eine viersprachige Inschrift (Birmanisch, Pyu, Mon und Pali, sowie einige Zeilen auf Sanskrit) aus der Region um Mandalay in Myanmar. Sie soll auf König Sawlu von Bagan (1078–1084) zurückgehen und wurde im November 2013 in Myittha မြစ်သား (in der Region Mandalay) entdeckt und zunächst provisorisch auf das Jahr 1079 datiert (später auf das Jahr 1054). Der birmanische Text ist damit jedenfalls die bislang älteste bekannte birmanische Inschrift. Bis dahin galt die Myazedi-Inschrift als älteste birmanische Inschrift.